# Peter Hoet
Peter Hoet (1 februari 1941 – 8 augustus 2017) was een Nederlands voetballer die veelal uitkwam voor Haagse voetbalclubs. Hij speelde als aanvaller, in het seizoen 1962/63 werd hij topscorer van ADO met 10 doelpunten.
Als  trainer diende Peter Hoet TONEGIDO, SJC, BEC, Duindorp SV, BTC, VVP, Archipel, DSO en Celeritas. Ook was hij coach van jeugdselecties van de Haagse Voetbalbond.
Hoet overleed in de zomer van 2017 op 76-jarige leeftijd.